# 朴済煥

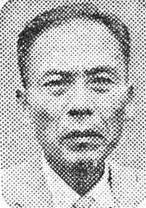
1960年ごろ

朴 済煥（パク・チェファン、朝鮮語: 박제환/朴濟煥、1905年2月10日または2月11日 - 1995年3月23日）は、日本統治時代の朝鮮の独立運動家、大韓民国の公務員、政治家。第2・5代韓国国会議員、第17代農林部長官を歴任した。
本貫は竹山朴氏。号は芝峰/芝峯。カトリック教徒。実業家の朴範植は息子、第12・14代国会議員の朴珪植は甥。

## 経歴
京畿道富川市駅谷洞出身。1917年に水下公立普通学校に2学年編入したが、1919年の三・一運動の時にデモを主導したという理由で退学させられ、同年徽文高等普通学校に編入。1923年、徽文高4年修了し、同志社大学予科に入学した。日本留学中に新幹会京都支部長を務め、1929年同志社大学法学部経済学科を卒業した。その後は帰国し、1932年に京畿道富川郡社会科主任として公務員生活を始めた。在任中に社会主義者の印貞植を助けた疑いにより西大門刑務所に1年間投獄された。水利組合連合会京畿道支部長、富川郡勧業課長を経て、1945年に京畿道食糧課長を務めた。1946年、信託統治に反対する反託運動に参加して公務員を辞め、その後故郷の富川で富川中学校を設立した。1947年、漢江水利組合長に就任し、1950年の第2代総選挙で富川郡選挙区から無所属で出馬し、現職の李裕善らを破れて国会議員に当選した。1954年の第3代総選挙と1958年の第4代総選挙で不正選挙の疑いにより落選したが、1960年の第5代総選挙で無所属で再び当選し、民主党新旧派の対立に参加せず民政倶楽部に参加した。張勉内閣の農林部長官（通算第17代、1960年8月23日～1961年5月16日）を務めたが、5・16軍事クーデターにより失職した。1963年に国民の党の候補として第6代総選挙で落選した以後、政界を離れカトリック教会に入信した。1967年の第7代総選挙では新民党の公認でまた出馬したが落選し、 1971年の大統領選挙の前に金大中候補に反発して尹潽善に従い新民党を離れて国民党の結党に参加した。また、同時期にはカトリック教会で活発に活動し、世宗路カトリック教会司牧委員会委員・顧問、駅谷カトリック教会司牧委員会顧問などを務めた。
1995年3月23日、富川市遠美区駅谷洞の自宅で死去。享年90。

## エピソード
朝鮮戦争が勃発した後、曺奉岩・尹吉重と共に国会内記録の梱包と釜山への発送を主導したため、ソウルを最後に脱出した。

## 著書
- 『芝峰閑談』（1992）[5]